# Joseph de Constantinople
Pour les articles homonymes, voir Joseph, Saint Joseph et Joseph Ier.

Joseph de Constantinople, dit saint Joseph de Constantinople ou Joseph Ier, fut patriarche de Constantinople du 28 décembre 1266 à mai 1275, puis brièvement du 31 décembre 1282 à sa mort le 23 mars 1283.

## Biographie
Il fut marié dans sa jeunesse, mais à la mort de sa femme il se fit moine et se fit remarquer pour sa charité envers les pauvres.
Devenu très proche de Michel VIII Paléologue dont il devint le confesseur, il fut un des acteurs de la crise religieuse qui frappa l'empire lorsque Michel VIII aveugla le jeune Jean IV Lascaris.
Il obligea notamment le patriarche Germain à quitter ses fonctions et se fit élire patriarche (1266). Dès le début de son patriarcat il annula l'anathème qu'avait jeté le patriarche Arsène Autorianos sur l'empereur Michel ; par la suite, trouvant que Michel VIII allait trop loin dans les concessions, il fut farouchement opposé à l'Union avec Rome et c'est ce qui causa sa perte. Joseph dut abdiquer en mai 1275.
Néanmoins après l'avènement de l'empereur Andronic II et la destitution de son successeur Jean Vekkos, il fut rétabli dans ses fonctions de patriarche mais, très affaibi, mourut trois mois plus tard, le 23 mars 1283.